# 예멘의 국기
예멘의 국기는 1990년 5월 22일에 있었던 예멘의 통일에 맞춰 만들어졌다. 북예멘과 남예멘 국기에 같이 사용된 범아랍색인 붉은색, 흰색, 검은색의 세 가지 색의 가로 줄무늬로 구성된 문장이 없는 기가 채택되었다. 붉은색은 순교자의 피와 통일을, 하얀색은 밝은 미래를, 검은색은 어두운 과거를 나타낸다. 현재 예멘의 국기는 검은색을 사용하는 범아랍색 국기 중 유일하게 3색으로 이루어진 국기이다.
1871년부터 1918년까지 사용된 독일 제국의 국기, 1960년부터 1984년까지 사용된 오트볼타의 국기와는 색 배치가 반대이다.

## 색상
| 색상 | 빨강                | 하양                  | 검정            |
| ---- | ------------------- | --------------------- | --------------- |
| RGB  | 206–17–38 (#CE1126) | 255–255–255 (#FFFFFF) | 0–0–0 (#000000) |

## 과거의 기

### 북예멘

1918년-1923년 예멘 왕국의 국기
1923년-1927년 예멘 왕국의 국기
1927년-1962년 예멘 왕국의 국기
1962년 북예멘의 국기
1962년-1990년 북예멘의 국기
1979년 예멘 국가민주전선의 국기

### 남예멘

1937년-1963년 영국령 아덴의 국기
1962년-1967년 남아라비아 연방의 국기
1967년-1990년 남예멘의 국기
1967년-1990년 남예멘의 대통령기

## 같이 보기
- 예멘의 국장
- 범아랍주의
- 범아랍색
- 이집트의 국기
- 이라크의 국기
- 수단의 국기
- 시리아의 국기